# Mbinda-Tabo
Mbinda-Tabo (ou Mbinda) est une localité du Cameroun, située dans la Région du Sud-Ouest et le département de la Manyu. Elle est rattachée administrativement à la commune d'Eyumodjock et au canton de Bakogo.

## Population
La localité comptait 146 habitants en 1953, 278 en 1967, principalement Ejagham.
Lors du recensement de 2005 on y a dénombré 389 personnes.